# ソユーズ32号
ソユーズ32号(Soyuz 32)は、サリュート6号を訪れた1979年のソビエト連邦の有人宇宙飛行である。軌道上の施設を目指す8度目のミッションで、ドッキングの成功は7度目となった。ソユーズ32号の乗組員は、人類が宇宙ステーションに滞在した3番目に長い記録となった。
ウラジーミル・リャホフとワレリー・リューミンは175日間を宇宙で過ごし、滞在時間の新記録を樹立した。その後訪問する予定の宇宙船のドッキングが失敗し、帰還用に無人のソユーズ宇宙船が送られることになったため、ソユーズ32号の乗組員は、宇宙ステーションに訪問者を迎えることはなかった。

## 乗組員
- 船長 - ウラジーミル・リャホフ(1)
- 操縦士 - ワレリー・リューミン(2)

### バックアップ
- 船長 - レオニード・ポポフ
- 操縦士 - ワレンチン・レベデフ

## パラメータ
- 質量: 6,800 kg
- 近点: 198.4 km
- 遠点: 274.3 km
- 軌道傾斜角: 51.61°
- 軌道周期: 89.94分

## ミッションハイライト

### 打上げとステーションの起動
ソユーズ32号は2人の乗組員を乗せて1979年2月25日に打ち上げられた。主な目的は、今後の長期滞在のためにサリュート6号のシステムをオーバーホールすることであった。また宇宙滞在記録の更新にも挑戦した。ソユーズ32号は翌日サリュート6号とドッキングし、3度目の長期滞在者となったリャホフとリューミンは、11月以来無人であったステーションを再起動した。ステーションに続くハッチが開くと、彼らは焼けた鉄の匂いを感じ、リューミンはこれを「宇宙の匂い」と呼んだ。
乗組員は日々の業務に加え、2種類の医学実験を行った。1つは毎日の気分、任務、食事を記録するもので、もう1つは彼らの頻繁なコミュニケーションを観察して精神状態を記録するものであった。また、循環器の検査を8-10日毎に行い、体重も測定した。2週目まで毎日2.5時間の運動を行い、2.5lの水とともに平均3100calの食物を摂取した。
3月1日には、ソユーズ宇宙船の推進システムを用いてステーションの軌道を上昇させた。当時ソビエト連邦は公表していなかったが、サリュート6号の推進システムは問題が生じていた。
ウズラの卵を孵化させる実験も行われたが、成長は地上よりもずっと遅く、頭が欠けていた。3月6日にははんだごてを用いてビデオテープレコーダーが固定された。これは、この種の修理器具が宇宙で用いられた初めての事例だった。

### プログレス5号の到着
3月12日日に無人補給船プログレス5号が打ち上げられ、2日後にステーションとドッキングした。4日間かかって降ろした補給品の中には、ステーション修理の部品、予備の蓄電池、テレビモニター、壊れたものと交換するための新しいクリスタル炉、ガンマ線望遠鏡、食料等があった。合計300個1300kgの補給品の他、ステーションの推進剤1000kgも運ばれた。
ソビエト連邦は、3月16日に推進システムの問題を明らかにした。彼らは、サリュートの燃料タンクが燃料を加圧する窒素ふいごに燃料を漏らしていると語った。エンジンシステムは影響を受けなかったが、バルブと加圧システムの調節器にはリスクがあった。そのため、乗組員はこのタンクを閉じて予備タンクを用いた。彼らはステーションを回転させることで漏れたタンクを空にすることを試み、3月23日までに成功して、タンクを窒素で満たし、蓋をした。
同日、彼らはタンクを片付け、ステーションのシャワーを初めて用いた。スキューバ用のマスクを着けて目に水が入らないようにした。
3月24日に地上管制と2経路のテレビリンクが可能なテレビモニターを設置し、マイルストーンに達した。これで初めて、宇宙飛行士が宇宙でテレビ画像を受け取ることができる用意になった。家族の声を聴くだけではなく画像を見ることは、特に長期滞在においては心理学的に重要であった。
3月20日、プログレス5号がステーションの軌道を押し上げ、その後4月6日に、将来のソユーズ33号のため、ソユーズ32号が再び軌道を押し上げた。プログレス5号は4月3日にドッキング解除し、その2日後に軌道離脱した。

### ソユーズ33号の失敗
ソユーズ33号は4月10日に4度目のインターコスモスプログラムの乗組員を乗せて打ち上げられた。ブルガリア人宇宙飛行士のギオルギー・イワノフは船長のニコライ・ルカビシュニコフとともに宇宙ステーションを訪れた。しかし、宇宙船が1000mまで近づくと、予定された6秒間のうち3秒間の噴射を行ったところでエンジンが停止した。ルカビシュニコフは、機体が強い衝撃を受けないように、計器パネルを抑えていなければならなかった。エンジンの点火が再度試みられたが、また失敗した。ステーションから見ていたリューミンは、燃焼中、ソユーズの後方に異常な横方向の輝きがあったと報告した。地上管制員はミッションを中止し、乗組員に地球帰還の準備をするように告げた。これは、ソユーズの推進システムが軌道上で故障した初の事例となった。
ソビエト連邦がこの事態の深刻さを明らかにしたのは、1983年になってからだった。宇宙船は予備のエンジンを供えていたが、メインエンジンにより損傷されていた可能性もあり、乗組員は5日分の補給品で軌道離脱まで10日間を過ごさなければならなかったかもしれない。宇宙ステーションは、ドッキングが可能な1,000mまで近づくことができたが、両機は毎秒28mの速度で離れて行くため、手動操縦の計算をする時間が必要だった。いずれにしても、（サリュート6号に既にドッキングしている、ソユーズ33号と同型のエンジンを持つソユーズ32号を含め）ソユーズのエンジンは信頼できるものではなく、最良の選択だとは考えられなかった。
結局、予備のエンジンは、予定よりも25秒長く点火したため、ソユーズは異常に鋭い弾道軌道を描き、乗組員は10Gもの加速に耐えなければならなかったが、ルカビシュニコフとイワノフは安全に帰還できた。

### プログレス6号と無人ソユーズの打上げ
輝かしい国際ミッションの中止はソビエト連邦のメンツをつぶし、また訪問者の受入れを楽しみにしていたリューミンとリャホフの士気を下げるものであった。ソユーズ33号の飛行中止のニュースは驚きをもって迎えられ、その後サリュート6号乗組員からの全ての音声通信が途絶えた。彼らの悪いムードは数日続いた。ソユーズ33号の失敗後、ステーションの乗組員は、疑いのある宇宙船内に閉じ込められた。ソユーズ33号宇宙船はソユーズ32号と交換される予定だったが、この失敗によってソユーズ32号のメインエンジンの信頼性にも疑問が生じた。設計が正されて新しい機体が打ち上げられるまで、緊急時にはソユーズを利用可能な状態で、サリュートで安全に過ごした。6月5日に予定されていた5度目の国際フライトは延期された。
リューミンとリャホフは、訪問する乗組員とともに行う予定だった実験（プログレス5号で運ばれていた）も含め、ステーションでの活動を継続した。実験には、Pirinと呼ばれた亜鉛結晶上での金属ウィスカーの形成観察や日中の大気のマルチスペクトル測定等が含まれていた。彼らは、メーデーには5日間の休暇を取った。
プログレス6号は、約100個の物品を積み、5月13日に打ち上げられた。補給船のエンジンの設計はソユーズ33号とは異なっていたため、エンジン事故の影響は受けなかった。積み荷を降ろすのに2日かかり、新しい航行ユニットが設置され、5月22日に補給船によりステーションの軌道を押し上げた。燃料の補給は5月28日に完了し、6月4日から5日に軌道の調整が行われ、プログレス6号は6月8日にドッキング解除した。
ソユーズ34号は無人で6月6日に打ち上げられ、6月9日に空いていた後方ポートとドッキングした。このソユーズは新しい設計のエンジンを積んでおり、試験飛行にも成功し、サリュート6号の乗組員は信頼できる帰還機を入手することができた。無人飛行であったため、いくつかの生物実験サンプルが搭載された。
ソユーズ32号には、交換した機器、処理した材料、露光フィルム、その他が2人分の宇宙飛行士の体重と同じ合計130kg分になるように乗せられた。6月13日にドッキング解除し、無人のままジェスカスガン北西295kmの地点に着陸した。翌日、ソユーズ34号は前方ポートに移され、プログレス7号のために後方ポートを空けた。

### プログレス7号、電波望遠鏡の展開、地球への帰還
プログレス7号は6月28日に打ち上げられ、2日後にサリュート6号とドッキングした。食品、植物、手紙、直径10mの電波望遠鏡を含む1230kgの補給品を運んだ。ステーションの軌道は7月3日から4日に399-411kmまで押し上げられ、サリュートの運用史上最高の高度となった。これは、1979年にこれ以上のプログレスの飛行が予定されておらず、またサリュートの推進システムに懸念があったため、乗組員の地球帰還前に軌道をできるだけ高くしておくという決定がなされたためである。燃料は7月17日に移された。プログレスがドッキング解除すると、ワイヤーメッシュのパラボラ望遠鏡が広げられた。補給船に搭載されたカメラがその模様を地球に送信した。
電波望遠鏡は後方のドッキングポートに配置されたが、その結果は期待を裏切るものであり、乗組員は8月9日にこれを放出した。アンテナがポートにひっかかるトラブルが起き、疲れ切った宇宙飛行士は絡まりを解くために8月15日に予定にない宇宙遊泳を行う必要に迫られた。命綱をつけたリューミンは、ハンドレールを使ってアンテナを捕獲し、切断した。その後彼とリャホフは、ステーションの外部に設置された実験材料を回収した。ミッションの最終盤に宇宙遊泳が行われたため、最良の体調ではないことが懸念となり、彼らは万一生き残れなかった場合のためにソユーズ帰還機の中に遺書を残した。
彼らは様々な実験結果をソユーズ34号に詰め、8月19日に宇宙ステーションを離れ、2日後に大気圏再突入してジェスカスガン南東170kmの地点に着陸した。無重力環境に6か月も滞在してかなり弱っていたため（贈られた花束が「1トンのレンガ」のように感じられたと報じられている）、ソユーズ帰還モジュールから脱出するために滑り台が用意された。リャホフは飛行中に5.5kg痩せ（リューミンの体重は同じだった）、二人とも下肢の体積が20%減っていたが、予想されていたよりも数日早く、7日間で回復した。
このミッションは175日間続き、1978年にソユーズ29号が打ち立てた139日間の記録を上回った。